# Puerto Colombia (Atlántico)
Pour les articles homonymes, voir Puerto Colombia.
Puerto Colombia est une municipalité située dans le département d'Atlántico, en Colombie.

## Démographie
Selon les données récoltées par le DANE lors du recensement de la population colombienne en 2005, Puerto Colombia compte une population de 26 932 habitants.

## Liste des maires
- 2016 - 2019 : Steimer Mantilla
- 2020 - 2023 : Wilman Enrique Vargas Altahona

## Tourisme
- La jetée de Puerto Colombia, inaugurée le 15 juin 1896[2], acquiert le statut de monument national via les résolutions no 799 du 31 juillet 1998 et no 1223 de 2009[3].